# Albert Weber
Albert Weber (Schaffhausen, 1957. október 24.–) svájci kortárs művész, festő, a weberizmus atyja. Műveiben az absztrakt és a realisztikus elemek vegyülnek. Olajfestékkel, akrillal, paletta-kés technikával, fémekkel, betonnal, gyémánttal alkot szobrokat, képeket és egyéb kreatív művészeti tárgyakat.

## Élete
Albert Weber Neuhausen-ben és Schaffhausen-ben nevelkedett, az általános iskolát Neuhausen-ben, a középiskolát Schaffhausen-ben végezte el. 1973 és 1977 között a Zürich-i művészeti egyetem hallgatója volt. Műveit számos svájci és nemzetközi kiállításon és múzeumi tárlaton bemutatta már. A Zürich-i kantonban él és tevékenykedik.

## Karrierje
Az olaj és akril technikával készült "Újságszövegek és művészet" festménysorozat az absztrakt munkái közül a legkiemelkedőbbek, ilyen kép például a "TWO BLUE HANDS" (2011). A "Kultúra és állatok" című rész-absztrakt sorozata mindennapi tárgyak és állatok eltorzított formáit ábrázolja (pl.: MUSIC SHOE RED, 2003). A "Kezek" sorozata a kéz bizonyos pozícióit és a jelnyelv formáit örökíti meg olajfestményeken (pl.: VICTORY YELLOW, 2005). Az "állatok" sorozatával az absztrakt és a realista festészetet ötvözi olajtechnikával és spatulával létrehozott színátfedéses technikával (Weberizmus) (pl.: PODICEPS CRISTATUS, 2006)
Újabb művei között megtalálhatóak a "REVOLUTION" (2011, más néven "CHE GUEVARA") című kép, mely szintén a spatula-technikával készültek, ám kiegészítve szögekkel és festménybe ágyazott szobrászati elemekkel. A "HIGH HEEL MAN" (2012, más néven "BARACK OBAMA") különböző anyagokkal, például poliészterrel készült, valamint egyedi fényjáték-kiegészítéssel. Későbbi művei a realista és az absztrakt jegyében készültek, olajtechnikával 2010 és 2015 között.

## Kiállításai

### Exkluzív kiállításai
- Trump Tower-Isztambul, Törökország

2012. március 9. - október 26.
- Művészeti kiállítás

Hotel Sacher, Ausztria
Philharmonikerstrasse 4
A-1010 Bécs
2012. június 1-30.
- Art Gallery Dr. Böhner Mannheim, Németország

2012. október 13-tól 2013. február 5.-ig
- Svédországi tárlat

SVENSKA KONSTGALLERIET
Friisgatan 9C
S 21421 Malmö, Svédország
2012. november 3-15.
- MÚZEUM MOYA Bécs, Ausztria

Schönborn palota
Renngasse 4
A- 1010 Bécs
2013. december 10-19.
- INA DEDERER & FRIENDS galéria

Beethovenstrasse 20
CH-8002 Zürich, Svájc
2015. május 19. - június 19.
- ARTMUSEUM KOLOZSVÁR "Klausenburg", ROMÁNIA

Bánffy palota
Unirii 30, RO-3400 Kolozsvár
2015. június 30. - július 19.

### Csoportos kiállításai
- Art Fair Berlinben, "Berliner Liste", Németország>

2012. szeptember 13-16.
- Int. Art Fair SUISSE ARTE,

Bázel - Svájc
2012. október 13. és 14.
- Art Fair Rotterdam, Hollandia

2012. november 9-11.
- WARD NASSE GALÉRIA, USA

178 Prince Street
10012 New York City
2013. január 5-30.
- MARZIART GALÉRIA, Németország

D- 20259 Hamburg
Eppendorfer Weg 110-112
2013. február 8. - március 2.
- Amerikai Múzeumok Szövetsége

Dél-Nevadai Szépművészeti Múzeum, USA
450 Fremont Street
Las Vegas, NV 89101
2013. május 11. - június 22.
- CARROUSEL Musée de LOUVRE

99 Rue de Rivoli
FR-75001 Párizs, Franciaország
2013. június 7-9.
- Dél-Nevadai Szépművészeti Múzeum, USA

450 Fremont Street
Las Vegas, NV 89101
2013. szeptember 21. - november 23.
- ART MONACO

2014. április 24-27.
- Művészeti kiállítás

STRASBOURG ST-ART 2014 FRANCIAORSZÁG
2014. november 20-24.
- Osztrák Nápművészeti Múzeum

Schönborn palota
A-1080 Bécs, Ausztria
2015 június 25-28.
- CASTELLO Estense Múzeum

Ferrara - Olaszország
Largo Castello, 1
I- 44121 Ferrara FE, Olaszország
2015. augusztus 22-29.
- PAVILLON JOSEPHINE

Strasbourg
Avenue de L'Europe
F-67000 Strasbourg
2015. november 12-15.
- ART Innsbruck, Ausztria

2016. február 18-22.
- AFF tárlat

Milánó, Olaszország
2016. március 17-20.

## Publikációk
Albert Weber (2011): "Zwischen real und abstrakt" - Neuer Kunstverlag AG,
D-Stuttgart, Vorwort von Prof. Dr. Peter Heitkämper, Deutschland und Verena 
Zeiner M.A., Németország - ISBN 978-3-938023-68-6

## Díjai
- Spirit of Art – Bécs, 2015

Nemzetközi Kortárs Kiállítás
2015. június 25-28
A bécsi Osztrák Népművészeti Múzeumban 24 ország művészének (többek közt Ausztria, az Egyesült Arab Emirátusok, Belgium, Németország, Franciaország, Mexikó, Spanyolország, :Svédországból, Izrael, Argentína, Szlovákia és Svájc) több, mint 60 műve közül Alber Weber első helyezést ért el.